# Oversharing
Az oversharing, vagyis a ’túlzott megosztás’ az a folyamat, amelyben az egyének a szokásos társadalmi standardnál nagyobb mennyiségű információt osztanak meg. 
A megosztás a közösségi média központi fogalma, szinte szinonimája a web2-es világban való részvételnek. Ennek a folyamatnak elsődleges megnyilvánulása az online térben figyelhető meg, elsősorban a közösségi oldalak (Facebook, Twitter, Instagram, különböző blogok és mikroblogok, kommentszekciók stb.) A felhasználók a megosztások segítségével közvetítik ismerőseik felé ízlésüket, véleményüket és életvitelüket. A megosztott információk különbözőek lehetnek: napi több selfie, vagy hangulat kommunikálása, lehet gasztrofotó, állatokról készült képek, vagy akár fontosnak tartott idézetek. A különböző megjelenési formák közös vonása, hogy ezek az információk gyakran kevés relevanciát hordoznak mások számára, gyakran még a megosztó számára is. Tulajdonképpen olyan információk ezek, amelyeket jó eséllyel elfelejtene a megosztó, viszont az oversharing révén digitális lábnyomként megmarad.
Fontos megjegyezni, hogy nincs társadalmi konszenzus a megosztott tartalom mennyiségének elfogadhatóságáról, illetve kultúránként az egyéni viszonyulás mértéke eltérő lehet. Mivel nincsen objektív mérce, nem lehet pontosan meghúzni az elfogadható és a túlzásba vitel határát, így minden esetben a megosztó és az olvasó dönti el az közölt információ relevanciáját. Ez általában olyan formában jelenik meg, hogy mindenki ismer legalább egy túlzott megosztót, de önmagát senki nem tartja annak. A térbeli különbségeken kívül fontos, hogy a kérdéskör egy másik dimenziójáról is említést tegyünk: az időbeli eltérésesekről. Például hogyha kb. 8-10 évvel ezelőtti MySpace oldalakat néznénk, ott még kirívónak tűnne az, hogyha azzal találkoznánk, hogyha egy nap alatt valaki két selfie-t osztott meg magáról. Akkor ez még narcisztikusnak hatott, viszont manapság ez már korántsem szokatlan. A skála másik oldala még nyitott, kérdéses, hogy ez a folyamat a tudatosabb internethasználattal normalizálódik, vagy tovább fokozódik.

## Pszichológiai háttér
A jelenség pszichológiai hátterében több tényező is állhat. Az utóbbi években zajlott szociálpszichológiai kutatások szerint jobban kedveljük azokat, akik több információt megosztanak magukról.  Emellett egyfajta trendkövetés tanúi is lehetünk: a közösségi oldalak igyekeznek saját felhasználóikat arra ösztönözni, hogy még gyakrabban és még többet érintkezzenek egymással az ő szolgáltatásuk keretében. Ezenkívül a médiában gyakran találkozunk azzal a vélekedéssel, hogy az oversharer-ek, azaz a ’túlzott megosztók’ között nagy számmal vannak olyanok, akik saját nyugtalanságukat, vagy magányukat és aggodalmaikat igyekeznek kompenzálni azzal, hogy kapcsolataikat gyakori és személyes információk megosztásával tartsák fenn.
Ujhelyi Adrienn kutatásai szerint jobban megérthetjük a jelenséget, ha azokra a tényezőkre koncentrálunk, melyek elősegítik a megosztást, tehát arra inspirálnak bennünket, hogy hosszabb-rövidebb ideig több dolgot osszunk meg, mint szoktunk. Ilyen tényezők lehetnek: 
- egyes személyiségvonások (például nárcizmus)
- bizonyos események, akár magán, akár össztársadalmi jellegűek
- és nyilvánvalóan befolyásolja viselkedésünket, hogy milyen szükségletünket elégíti ki a posztolás.

## Az oversharing veszélyei
Az oversharing több veszélyt jelent a közösségi média felhasználói számára. Elsősorban a fiatalok és az időskorúakat érinti leginkább. Fontos megjegyezni, hogy a fiatalokon belül a nők nagyobb arányban szenvednek az oversharing következményeitől.  Az oversharing vezethet túlzott kitárulkozáshoz, elszigetelődéshez, vagy akár online inzultushoz is. Arról, hogy hogyan lehetséges kiszűrni, hogy melyik információk érdemesek arra, hogy megosszuk egymással, Brian A. Jackson értekezett.